# Селецкий, Айгар Эрикович
А́йгар Э́рикович Селе́цкий (латыш. Aigars Seleckis; 13 мая 1992, Резекне) — латвийский футболист, вратарь клуба ДЮСШ Резекне.
Воспитанник резекненского футбола, летом 2009 года был приглашён из академии в основной состав «Блазмы». В первой половине сезона 2010 года Айгар Селецкий некоторое время являлся основным вратарём, пока летом в клуб не вернулся Виталий Мельниченко.
В мае 2010 года Айгар Селецкий был приглашён в «Фабрику талантов Александра Старкова», для участия в товарищеском матче со сборной Латвии, который прошёл 21 мая и завершился со счётом 0:0.
В 2011 году, после отказа «Блазмы» играть в Высшей лиге Латвии, Айгар Селецкий присоединился к новообразованной команде ДЮСШ Резекне, где на протяжении всего сезона был основным вратарём. Также в этом сезоне он провёл один матч в качестве нападающего, в котором забил 3 гола.